# Železniško postajališče Ravne na Koroškem
Železniško postajališče Ravne na Koroškem je eno izmed železniških postajališč v Sloveniji, ki oskrbuje bližnje naselje Ravne na Koroškem.